# Spiro Agnew

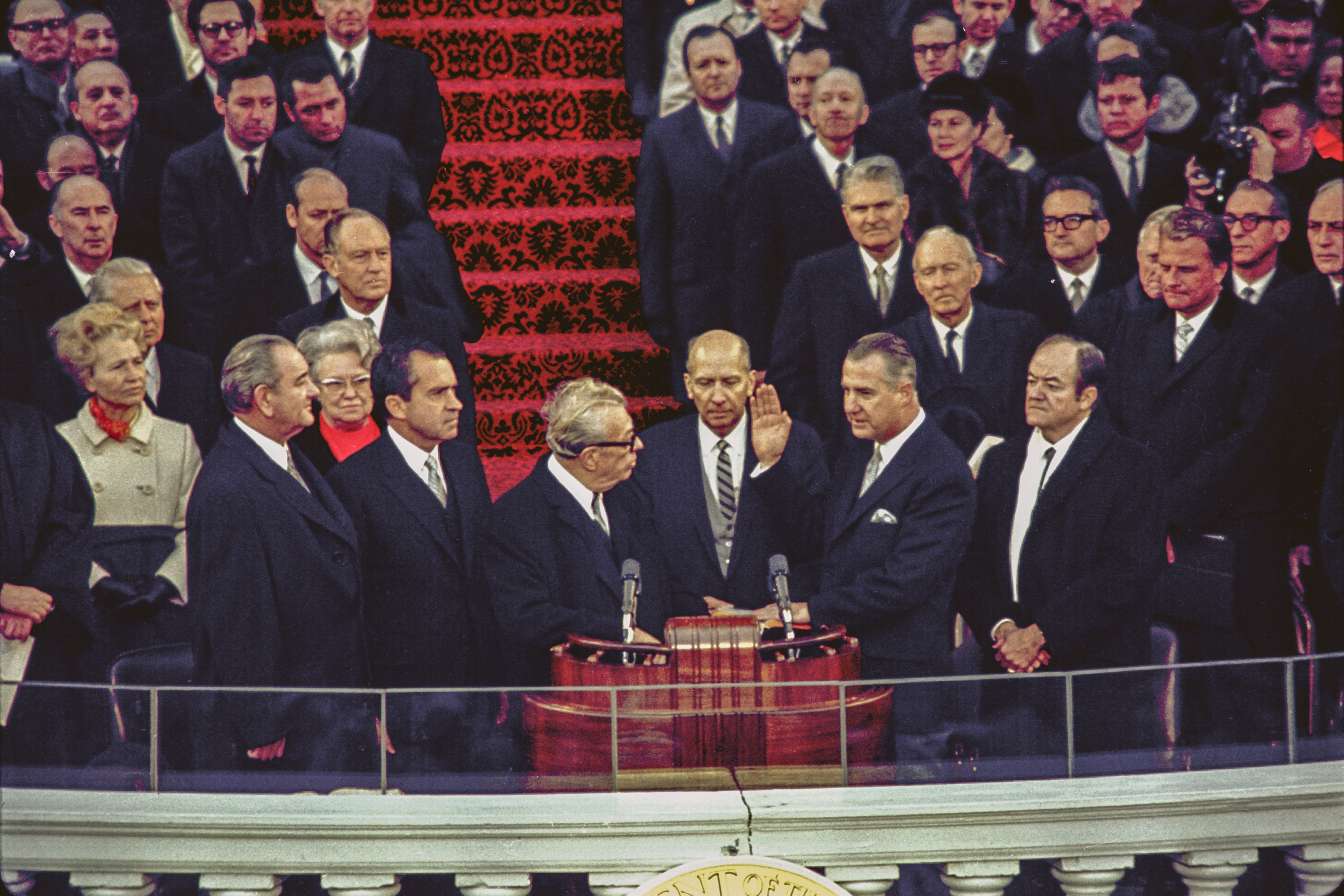
Agnew w trakcie zaprzysiężenia, 1969

Spiro Theodore Agnew, także Spiro T. Agnew (ur. 9 listopada 1918 w Baltimore, zm. 17 września 1996 w Berlinie w Marylandzie) – amerykański polityk republikański, 39. wiceprezydent Stanów Zjednoczonych w latach 1969–1973.

## Życie prywatne
Urodził się jako Spiro Theodore Agnew w Baltimore (Maryland), jako syn Margaret Pollard Akers Agnew i Theodore Spiro Agnew, który po wyemigrowaniu z Grecji w 1897 r. zmienił nazwisko z Anagnostopoulos. Ojciec Agnew był odnoszącym sukcesy restauratorem i liderem społeczności greckiej aż do czasu Wielkiego Kryzysu, kiedy to stracił interes oraz zaczął sprzedawać owoce i warzywa na ulicy. Agnew uzupełniał dochód rodziny wykonując dorywcze prace, podczas gdy uczęszczał do szkół publicznych w Baltimore. Po ukończeniu Forest Park High School wstąpił na Uniwersytet Johnsa Hopkinsa w 1937 r., na kierunku chemia, ale w 1940 roku odszedł i zaczął uczęszczać na zajęcia wieczorowe na University of Baltimore School of Law (Uniwersytet w Baltimore). W ciągu dnia pracował na przemian jako asystent kierownika personelu sieci sklepów spożywczych oraz jako inspektor ubezpieczeniowy i likwidator szkód. W 1942 r. ożenił się z Elinor Isabel Judefind (Judy Agnew), współpracowniczką jego firmy ubezpieczeniowej, z którą miał czworo dzieci.

## Kariera zawodowa
W latach 1941–1945 odbył służbę wojskową. Podczas II wojny światowej walczył we Francji i w Niemczech; został odznaczony Brązową Gwiazdą i awansował do stopnia kapitana . W 1949 r., po ukończeniu studiów, został przyjęty do palestry. W następnych latach wkroczył na scenę polityczną. W 1956 r. wstąpił do partii republikańskiej, a w 1967 r. został gubernatorem Marylandu , gdzie wprowadził w życie programy skierowane przeciw ubóstwu. W 1968 r. nominowany na wiceprezydenta za prezydentury Nixona, Agnew występował jako orędownik prawa i porządku. Jako wiceprezydent atakował przeciwników wojny wietnamskiej, zwłaszcza studentów i profesorów uczelni amerykańskich, zarzucając im brak wiary w tradycyjne wartości. Z podobnych powodów oskarżał też media.
W 1971 r. reprezentował Stany Zjednoczone na obchodach 2500-lecia Cesarstwa Perskiego, które były jednym z największych w historii zgromadzeń koronowanych głów i przywódców z całego świata.
Ponownie wybrany razem z Nixonem w 1972 r., Agnew został zmuszony do rezygnacji z urzędu, gdy śledztwo Departamentu Sprawiedliwości ujawniło dowody korupcji z okresu jego urzędowania w Marylandzie. Oskarżano go także o korupcję w okresie piastowania wiceprezydentury. Został skazany na trzy lata okresu probacji i grzywnę w wysokości 10 000 $ oraz pozbawiony prawa wykonywania zawodu prawnika w Marylandzie.